# Villa Llao Llao
Villa Llao Llao es una localidad del Departamento Bariloche, Río Negro, Argentina.
Se encuentra ubicada a orillas del Lago Nahuel Huapi, próxima al Hotel Llao Llao, y a escasos km de la ciudad de San Carlos de Bariloche. Esta zona oeste, a 25 km del centro de la ciudad, tal vez sea la zona de mayor belleza e interés turístico del parque nacional Nahuel Huapi.
El 30 de noviembre de 1936 Exequiel Bustillo, primer Presidente de la Dirección de Parques Nacionales de la Argentina promulga el decreto de fundación de 7 villas con el objeto de fomentar el desarrollo turístico, la creación de servicios y el poblamiento con fines de fortalecer la soberanía nacional en las paradisíacas tierras del oeste de la Patagonia argentina. Ellas fueron: Villa Llao Llao, Villa La Angostura, Villa Tacul, Villa Catedral, Villa Mascardi , Villa Traful y Villa Rincón. 
Villa Llao Llao, la "privilegiada" de entonces, fue la villa señalada para lanzar la mayor apuesta y la mayor inversión, siendo la primera dotada de Luz eléctrica, de un camino pavimentado de 25 km a Bariloche (la primera ruta asfaltada de toda la Patagonia) y, especialmente, Villa Llao Llao fue vestida de fiesta al ser elegida para la histórica construcción del más importante hotel de toda la región: El Gran Hotel Llao Llao. 
Actualmente Villa Llao Llao, Villa Catedral y Villa Tacul forman parte del Municipio de San Carlos de Bariloche. En la práctica se define genéricamente a Villa Llao Llao como aquella zona que se desarrolla entre el kilómetro 22 de la Avenida Exequiel Bustillo y Bahía López (equivalente al km 33) , con su epicentro en Puerto Pañuelo y Hotel Llao Llao, en el "km 26" de la mencionada avenida. 
Villa Llao Llao ubicada entre los kilómetros 23 y 26, se encuentra enmarcada por dos lagos: el Nahuel Huapi y el lago Perito Moreno. La zona forma parte del sector turístico denominado Circuito Chico. Desde Puerto Pañuelo parten todas las excursiones lacustres de la región (Isla Victoria, Bosque de Arrayanes y Puerto Blest). También sobre èstas márgenes del lago Nahuel Huapi y sobre el lago Moreno se realizan travesías en kayak. Otros Hoteles y cabañas, además del famoso hotel, componen la gama de servicios en la zona, además de una importante cantidad de restaurantes, salones de té y proveedurías.
El Parque Municipal Llao Llao comprende un bosque de coihues, arrayanes, cipreses y otras especies, con sendas marcadas para caminatas. Se accede a través de la Avenida Exequiel Bustillo desde el centro de la ciudad de Bariloche.

## Población
Por ser un sitio turístico el número de habitantes asciende considerablemente en temporadas de verano y vacaciones de invierno.
Contaba con 740 habitantes (Indec, 1998) permanentes, lo que representa un incremento del 23% frente a los 602 habitantes (Indec, 1990) del censo anterior.